# Носович, Иван Феодосиевич
Иван Феодосиевич Носович (14 (27) октября 1862 года — после 1929 года) — русский и советский архитектор.

## Биография
Родился в семье мелкопоместного дворянина в городе Ровно Волынской губернии. В 1883 году Носович поступил в Институт гражданских инженеров. В 1889 году он окончил институт со званием инженера с правом на чин 10 класса и 17 февраля 1890 года назначен младшим архитектором строительного отделения при управлении приамурского генерал-губернатора. Известно, что за создание триумфальных арок и украшений Хабаровска к приезду императора Александра III Носович был произведен в титулярные советники и награждён памятным подарком.
6 ноября 1893 года Носович направлен в Семипалатинскую область архитектором. В 1896 году за выслугу лет награждён серебряной медалью для ношения на груди на андреевской ленте. С 1897 года по назначению степного генерал-губернатора состоял заведующим ирригацией Семиреченской области, где он проводил предварительные изыскания и расчеты для целого ряда ирригационных систем.
Уже будучи опытным архитектором, Носович получил предложение служить в Барнауле, куда он переезжает в 1899 году. В начале своей деятельности он осуществляет безвозмездный надзор за строительством Народного дома, возводимого в Барнауле по проекту архитектора Ропета. Кроме того, он активно ведёт проектирование и строительство казённых зданий, не оставляет конкурсную работу.
В 1908 году католическая община возбудила ходатайство о строительстве католического костёла и в 1909 году с разрешения Городской Думы на Московском проспекте началось строительство костёла по проекту Носовича. Он явился наиболее ярким представителем «эпохи неостилей», проявившейся в культовой архитектуре Барнаула на рубеже XIX и XX веков.
После Февральской революции 1917 баллотировался в гласные Барнаульской городской думы, член Общества городов-садов. В 1919 году занимал должность губернского архитектора.
И. Ф. Носович создал проект плана города-сада в северной части Барнаула. Город-сад занимал территорию около 9 гектаров и имел круглую площадь в центре. От площади отходило шесть радиусов-бульваров, один из которых выходил на железнодорожный вокзал. Замысел не был реализован. Городские власти не способны были финансировать это интересное предприятие. Но и сегодня в центре Барнаула можно увидеть планировку города-сада, заложенного архитектором. Центральной площадью города-сада стала современная площадь Октября. Современный проспект Строителей и сегодня ведет к железнодорожному вокзалу, 6 бульваров расходятся в разные стороны от центральной площади: проспект Ленина, проспект Калинина, улица Советская, проспект Строителей. В деревянной жилой застройке у парка Меланжевого комбината до сих пор сохранились черты планировки города-сада.
В 1929 году архитектор покинул Алтай, он уехал в Краков. Дальнейшая судьба И. Ф. Носовича неизвестна.

## Основные постройки
- Триумфальные арки в Хабаровске (1893)
- Дом начальника Томского завода (1900)
- Народный дом в Барнауле (1900)
- Собственный дом архитектора (Дом Носовича) (1907)
- Римско-католический костёл (1909)
- Реконструкция здания горной лаборатории (1913)
- Здание Барнаульской городской думы (1916)
- Народный дом в Бийске (1916)
- Планировка Города-сада (1917)

## Конкурсные работы
- Колония рабочих при фабрике Товарищества Российско-Американской резиновой мануфактуры, Всероссийский конкурс, III премия, 1897 год
- Театр с общественной библиотекой, читальней и залом для собраний в Варшаве, всероссийский конкурс, II премия, 1905 год
- Народный дом в Бийске, I премия, 1918 год.